# Blood Duster
A Blood Duster ausztrál extrém metal (grindcore, death'n'roll, stoner rock) együttes volt. 1991-ben alakultak Melbourne-ben. Nevüket a Naked City zenekar ugyanilyen című albumán található számról kapták. Jason Fuller, Anthony Barry és Andrew Brown alapították. Először egy demót adtak ki 1992-ben. Első nagylemezüket 1995-ben jelentették meg. 2017-ben feloszlottak. Zenei hatásukként a Napalm Death-t és a Carcass-t, illetve a hetvenes évekbeli rockzenekarokat jelölték meg. A zenekar Yeeest című albumának borítóját betiltották.

## Tagok
- Jason Fuller (Jason PC) - ének, basszusgitár (1991-2017)
- Tony Lee Roth - ének (1993-2017)
- Matt Rizzo - dob (1994-1995, 1999-2007, 2014-2017)
- Lowpantz - gitár (2000-2017)

## Diszkográfia
- Yeeest (1995)
- Str8 Outta Northcote (1998)
- Cunt (2001)
- Blood Duster (2003)
- Fisting the Dead... Again (2005)
- Kill Kill Kill (2006)
- Lyden Na (2007)
- Kvlt (2012)